# Actinodaphne engleriana
Actinodaphne engleriana är en lagerväxtart som beskrevs av Teschn.. Actinodaphne engleriana ingår i släktet Actinodaphne och familjen lagerväxter. Inga underarter finns listade i Catalogue of Life.